# Stephen Tataw
Stephen Tataw Eta (Yaoundé, 31 marzo 1963 – Yaoundé, 31 luglio 2020) è stato un calciatore camerunese, di ruolo difensore.

## Carriera
Fu il capitano della nazionale camerunense ai Mondiali del 1990, che batté nella gara inaugurale l'Argentina di Diego Armando Maradona campionessa in carica.
Giocò in patria nel ruolo di difensore con il Tonnerre Yaoundé e successivamente in Giappone con il Sagan Tosu.
È morto il 31 luglio 2020 a causa di una malattia.